# Nysson konowi
Nysson konowi is een vliesvleugelig insect uit de familie van de graafwespen (Crabronidae). De wetenschappelijke naam van de soort werd voor het eerst geldig gepubliceerd in 1909 door Ricardo García Mercet.